# Sítula de la Pania

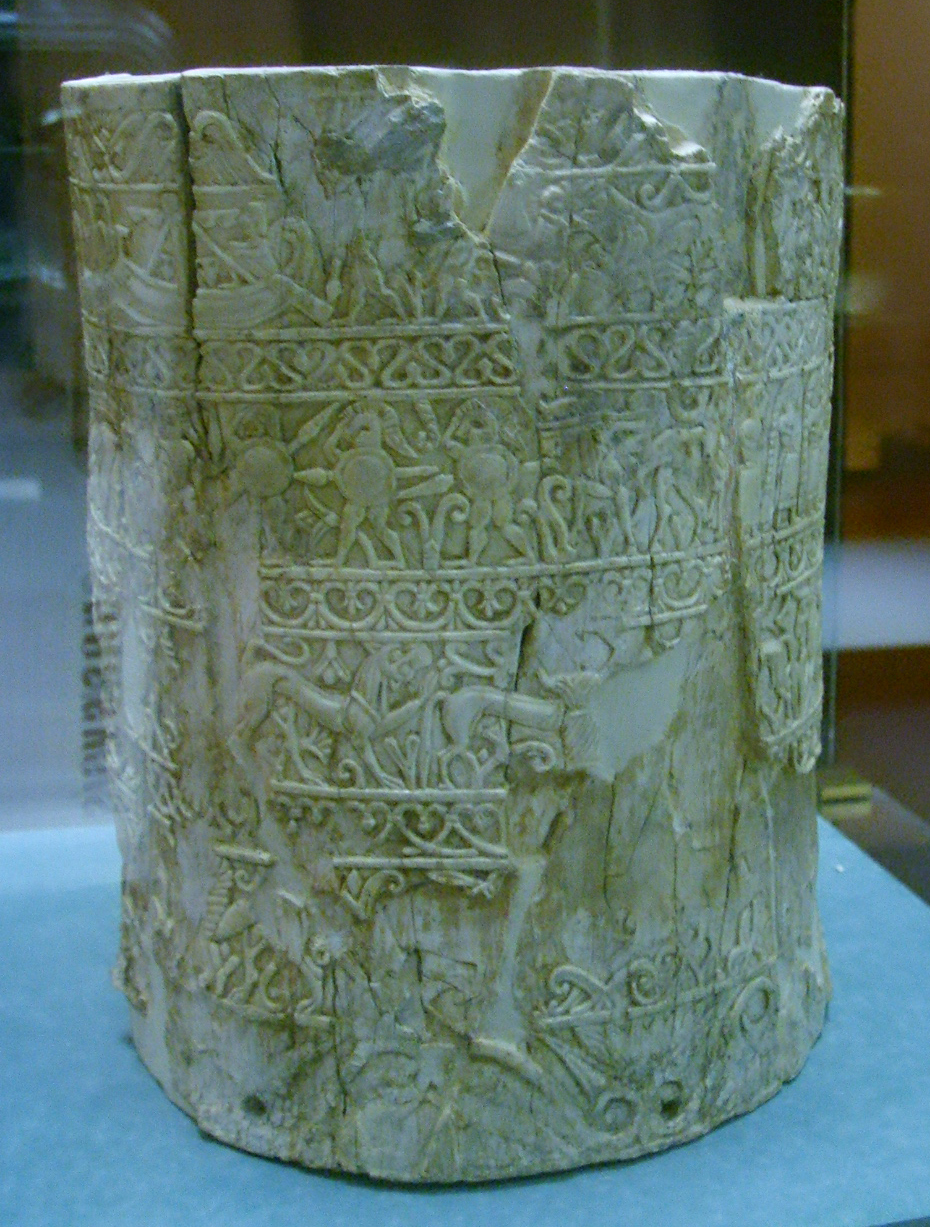
Sítula de la Pania.

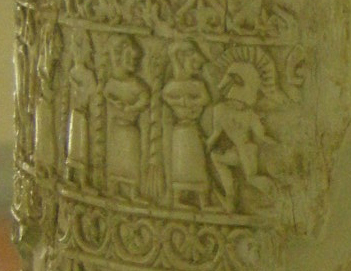
Detalle de la segunda banda.

La Sítula de la Pania es una sítula o pixis de marfil de fines del siglo VII a. C., la misma fue encontrada en la tumba de la Pania en Chiusi y se la expone en el Museo arqueológico nacional de Florencia, Italia.

## Descripción
La sítula de la Pania es uno de los ejemplos más importantes de arte etrusco realizado en marfil, solo existen otras dos obras de estas características, una de Chiusi y la otra de Cerveteri. La sítula es un cilindro hueco de 22 cm de alto, decorado con frisos horizontales, separados por delgadas bandas talladas con motivos naturales (palmas entrelazadas y flores de loto). Posee dos bandas de mayor ancho en la parte superior e inferior respectivamente las cuales están decoradas con flores de loto.
El friso superior posee tallados dos mitos de la Odisea, separados por una esfinge: el encuentro con Escila (que se parece mucho a hidra) y el escape del cíclope Polifemo. El segundo friso muestra motivos comunes de la partida hacia la guerra, seguido por hoplitas que saludan y mujeres llorando (con largas trenzas y sus manos sobre sus pechos). Luego sigue un guerrero sin escudo que está realizando una danza funeraria y un jinete. La tercera banda se encuentra decorada con bestias y monstruos, en un estilo del este. En la última banda se muestran otros animales imaginarios.
Si bien el estilo de la situla es menos monumental que las tallas de marfil del período previo, las escenas son más vívidas.